# تام کلنسی گوست ریکان جنگجوی پیشرفته
شناسائی شبح جنگجوی پیشرفته (به انگلیسی: Tom Clancy's Ghost Recon Advanced Warfighter) (به نامهای Ghost Recon ۳ یا G.R.A.W.هم شناخته می‌شود)نام یکی از بازی‌های مشهور معروف است که توسط یوبی سافت ساخته و منتشر شده‌است.

## حداقل سیستم مورد نیاز
| 2GHz       | CPU     |
| 1GB        | RAM     |
| 128MB      | GPU     |
| 5GB        | Storage |
| Windows XP | OS      |

## مشخصات
سبک این بازی شوتر و تاکتیکی است.

## نسخه کامپیوتر
- این بازی در کامپیترهایی اجرا می‌شود که علاوه بر حداقل سیستم بالا از فیزیکس هم پشتیبانی کند[۵]

## اسلحه‌ها
اسلحه‌ها در طول بازی چنین هستند:
- Crye Associates MR-C Assault Rifle
- Barrett M468 Service Rifle
- هکلر و کخ XM8 Rifle
- MK ۴۸
- AK-۴۷
- Nexter FAMAS Assault Rifle
- هکلر و کخ G36K Assault Rifle
- M60 Machine Gun
- فابریک ناسیونال SCAR-series Assault Rifles
- برتا M9 Pistol
- هکلر و کخ MP5 Submachine Gun
- M67 Fragmentation Grenade

## امتیاز
Ghost Recon از سایتهای معتبر بازی اینگونه امتیاز گرفته است:
| مرور                             | مرور                             |
| منتشر کننده                      | امتیاز                           |
| -------------------------------- | -------------------------------- |
| IGN                              | ۹٫۲ از ۱۰                        |
| TeamXbox                         | ۹٫۳ از ۱۰                        |
| GameSpy                          | ۵ از ۵                           |
| GameSpot                         | ۹٫۲ از ۱۰                        |
| Official Xbox Magazine           | ۹ از ۱۰                          |
| Electronic Gaming Monthly        | ۱۰، ۹٫۰، ۹٫۵ از ۱۰               |
| GameTrailers.com                 | ۹٫۹ از ۱۰                        |
| ۱UP.com                          | ۹٫۰ از ۱۰                        |
| USA Today                        | ۹٫۵ از ۱۰                        |
| G۴'s X-Play                      | ۴ از ۵                           |
| A.P.E. Reviews                   | ۹٫۳ از ۱۰                        |
| Compilations of Multiple Reviews |                                  |
| Compiler                         | امتیاز                           |
| Game Rankings                    | ۹۱ از ۱۰۰ (based on 115 reviews) |
| Metacritic                       | ۹۰ از ۱۰۰                        |